# WTA de Taipé
O WTA de Taipé – ou Taiwan Open, na última edição – foi um torneio de tênis profissional feminino, de nível WTA International.
Realizado em Taipé, capital de Taiwan, estreou em 1986, teve vários hiatos e retornou, desta vez como parte do Taiwan Open, em 2017. Os jogos eram disputados em quadras duras durante o mês de janeiro e/ou fevereiro. Saiu do calendário em 2019, dando lugar ao WTA de Hua Hin.

## Finais

### Simples
| Ano                                     | Campeã          | Vice-campeã       | Resultado     |
| --------------------------------------- | --------------- | ----------------- | ------------- |
| 2018                                    | Tímea Babos     | Kateryna Kozlova  | 7–5, 6–1      |
| 2017                                    | Elina Svitolina | Peng Shuai        | 6–3, 6–2      |
| Torneio não realizado entre 2016 e 1995 |                 |                   |               |
| 1994                                    | Wang Shi-ting   | Kyōko Nagatsuka   | 6–1, 6–3      |
| 1993                                    | Wang Shi-ting   | Linda Harvey-Wild | 6–1, 7–6      |
| 1992                                    | Shaun Stafford  | Ann Grossman      | 6–1, 6–3      |
| Torneio não realizado entre 1991 e 1990 |                 |                   |               |
| 1989                                    | Anne Minter     | Cammy MacGregor   | 6–1, 4–6, 6–2 |
| 1988                                    | Stephanie Rehe  | Brenda Schultz    | 6–4, 6–4      |
| 1987                                    | Anne Minter     | Claudia Porwik    | 6–4, 6–1      |
| 1986                                    | Patricia Hy     | Adriana Villagrán | 6–7, 6–2, 6–3 |

### Duplas
| Ano                                     | Campeãs                           | Vice-campeãs                      | Resultado     |
| --------------------------------------- | --------------------------------- | --------------------------------- | ------------- |
| 2018                                    | Duan Yingying Wang Yafan          | Nao Hibino Oksana Kalashnikova    | 7–64, 7–65    |
| 2017                                    | Chan Hao-ching Chan Yung-jan      | Lucie Hradecká Kateřina Siniaková | 6–4, 6–2      |
| Torneio não realizado entre 2016 e 1995 |                                   |                                   |               |
| 1994                                    | Michelle Jaggard-Lai Rene Simpson | Nancy Feber Alexandra Fusai       | 6–0, 7–6      |
| 1993                                    | Yayuk Basuki Nana Miyagi          | Jo-Anne Faull Kristine Radford    | 6–4, 6–2      |
| 1992                                    | Jo-Anne Faull Julie Richardson    | Amanda Coetzer Cammy MacGregor    | 3–6, 6–3, 6–2 |
| Torneio não realizado entre 1991 e 1990 |                                   |                                   |               |
| 1989                                    | Maria Lindström Heather Ludloff   | Cecilia Dahlman Nana Miyagi       | 4–6, 7–5, 6–3 |
| 1988                                    | Patty Fendick Ann Henricksson     | Belinda Cordwell Julie Richardson | 6–2, 2–6, 6–2 |
| 1987                                    | Cammy MacGregor Cynthia MacGregor | Sandy Collins Sharon Walsh        | 7–6, 5–7, 6–4 |
| 1986                                    | Lea Antonoplis Barbara Gerken     | Gigi Fernández Susan Leo          | 6–1, 6–2      |